# Декстран
Декстран — полисахарид, разветвлённый полимер глюкозы со средней массой цепей от 3 до 20000 кДа. Главная цепь состоит из молекул, связанных связью α-1,6, а боковые ветви присоединены связями α-1,3. Декстран синтезируется из сахарозы некоторыми молочнокислыми бактериями. В качестве наиболее известных видов можно привести Leuconostoc mesenteroides и Streptococcus mutans. Крайне обильно декстраны представлены в зубном налёте.
В медицине используется как антитромботик для снижения вязкости крови и как наполнитель для увеличения объёма при гиповолемии.
Декстран впервые был выявлен Луи Пастером как микробный продукт в вине.

## Использование
Модифицированием декстрана получается природный биополимер декстраналь. 

### в медицинских целях
Высокомолекулярные декстраны применяются для восполнения ОЦК при кровопотерях, шоках различного генеза. Среднемолекулярные декстраны используются при различных интоксикациях, нарушениях реологических свойств крови и капиллярного кровотока, для лечения и профилактики тромбофлебитов и шоковых состояний.